# 国別の最初のオリンピック金メダリスト一覧
次の表は、各国の国内オリンピック委員会(NOC)が獲得した最初のオリンピック金メダルの一覧である。
アメリカ合衆国のジェームズ・コノリーが、近代オリンピックで最初に金メダルを獲得したとされている。
場合によっては、NOCが最初の金メダルを獲得した大会で複数の金メダルを獲得していることもある。競技のスケジュールが国別の最初のオリンピック金メダリストを判定する要因の1つである。